# Path of Exile
Path of Exile es un ARPG y MMO ambientado en un mundo de fantasía oscura. Lo desarrolla la compañía independiente neozelandesa Grinding Gear Games y se puede descargar y jugar gratis. El proyecto se mantiene económicamente gracias a "micropagos éticos". El 23 de enero de 2013 se publicó una versión Beta abierta. En marzo de 2013 el juego había alcanzado los dos millones de suscriptores. El juego abandonó la fase Beta y se publicó finalmente tanto en Steam como en su propia web el 23 de octubre de 2013.

## Juego
El jugador controla a un solo personaje desde una perspectiva isométrica y explora grandes zonas en exteriores, cuevas subterráneas o mazmorras, lucha contra monstruos y completa misiones asignadas por los PNJ para así ganar puntos de experiencia y equipo. El juego está fuertemente inspirado en la saga Diablo, especialmente en Diablo II. Todas las zonas salvo los campamentos centrales se generan aleatoriamente. Todos los jugadores están conectados a un solo servidor, pero cuando un jugador o grupo de jugadores sale del campamento, lo hacen a una zona instanciada únicamente para ellos.
Como es habitual en juegos de este tipo, los objetos se generan aleatoriamente a partir de una gran variedad de tipos básicos, asignándoles propiedades mágicas y huecos para incrustar gemas. Los hay de diferentes rarezas, y los objetos más raros tendrán más y mejores características. De este modo, una gran parte del juego se dedica a encontrar equipo bien equilibrado.

### Clases de personaje
Los jugadores pueden elegir inicialmente una de entre siete clases de personaje. Cada clase está alineada con uno o dos atributos (fuerza, destreza e inteligencia). La séptima clase, Scion, sólo se puede elegir una vez que se ha completado "El cetro de dios" la cual es la última zona del acto 3 tras rescatarla de su celda, y está alineada con los tres atributos.

Cada una de estas clases puede usar y desarrollar habilidades aunque éstas no estén alineadas con sus atributos principales, pero le resultará más fácil con las que sí lo están.

### Habilidades activas
Al contrario que muchos juegos de este género, Path of Exile no impone un árbol fijo de habilidades a cada clase. En vez de eso, las habilidades son gemas; éstas pueden encontrarse durante el juego y otras se obtienen como premios por realizar misiones. Las gemas se insertan en los huecos que tienen las armas y las piezas de armadura y sólo así otorgan la habilidad al personaje. Cuando las gemas están colocadas, ganan experiencia a la vez que el personaje, con la que van adquiriendo más nivel y se hacen cada vez más potentes.
Las habilidades activas se pueden alterar mediante las llamadas Support Gems (gemas de apoyo). Los huecos que tienen los objetos pueden (o no) estar ligados. Para que una gema de apoyo afecte a otra gema de habilidad activa, deben situarse en huecos ligados entre sí. Los efectos de estas gemas de apoyo incluyen velocidad de ataque, disparos múltiples, ataques encadenados, robo de vida, conjuros automáticos cuando se produce un crítico...

### Habilidades pasivas
Todas las clases comparten la misma selección de 1350 habilidades pasivas, de entre las que el jugador puede elegir una cada vez que el personaje sube de nivel, u ocasionalmente como recompensa de una misión. Las habilidades pasivas aumentan la puntuación de los atributos principales, el maná o la capacidad para curarse y hacer daño, entre otras mejoras. Estas habilidades están organizadas en una compleja red, y cada una de las clases comienza en un lugar diferente de la misma.

### Comercio
En vez de usar una moneda como base del comercio, la economía del juego se basa en el trueque de objetos llamados orbes. Al contrario que las monedas, estos objetos tienen utilidades y para activarlas es necesario gastarlos. Esto crea en la economía del juego un mecanismo de destrucción de moneda y evita la inflación. Las utilidad de los orbes es alterar los objetos de diferentes formas.

### Ligas
Grinding Gear Games pretende ofrecer varios modos alternativos de juego para Path of Exile. Actualmente están disponibles las siguientes ligas permanentes llamadas Standard:
- Softcore/Normal - Cuando un personaje muere, resucita, pierde experiencia a partir del acto 9, el inventario es compartido por los personajes del mismo modo de juego, por lo que puedes recibir objetos de otros personajes que tengas.

- Hardcore/Extremo - La liga hardcore aporta un desafío más difícil que softcore ya que aquí, una vez mueres, tu personaje junto a sus objetos pasará a ser softcore sin marcha atrás, lo cual requiere de una atención y un cuidado especial además de conocer las mecánicas del juego junto a sus enemigos.

Además también se han añadido ligas temporales de diferentes duraciones y carreras contrarreloj
- Temporada - Las temporadas son ligas con mecánicas exclusivas y de duración limitada las cuales se reinician al finalizar. Todo el contenido de tus personajes y alijo pasa a ser de las ligas "Standard". Las ligas de temporada también se componen de Softcore y Hardcore. Existen eventos de corta duración como por ejemplo 1 hora en mapas concretos en el cual debemos alcanzar el nivel más alto en el menor tiempo posible para optar a más puntos que el resto.

Todas las ligas de temporada contienen premios exclusivos, enemigos que no veremos en Standard, mecánicas las cuales se acumulan para las siguientes temporadas dándole así un contenido más extenso al juego y además de objetos los cuales no existen en Standard a excepción de los que fueron ganados en temporada.
Se ha dotado a los jugadores la habilidad de poder crear sus propias ligas con sus propias normas.

## Trama
El juego está ambientado en un mundo de fantasía oscura. El personaje comienza el juego despertando en la costa de Wraeclast, un continente remoto que sirve como colonia a criminales o cualquier persona expulsada de su tierra natal. Sean cuales sean las razones del exilio, el personaje deberá enfrentarse a una tierra salvaje e inmisericorde y las ruinas de un imperio maldito, y tendrá que agruparse con otros exiliados para sobrevivir.

## Desarrollo
Path of Exile comenzó cuando un pequeño grupo de aficionados a los ARPG se sintieron frustrados por la escasez de nuevos títulos del género y decidieron crear el suyo propio. El desarrollo pasó desapercibido tres años, hasta que se anunció públicamente el 1 de septiembre de 2010. Desde entonces, Grinding Gear Games ha publicado mensajes en su web con capturas de pantalla de las clases de personaje, monstruos, habilidades, aspectos técnicos, etc.

### Beta
Tras un periodo de fase beta cerrada, el equipo de desarrollo comenzó la beta abierta el 23 de enero de 2013.

### Publicación
El juego completo se publicó el 23 de octubre de 2013 en su web y a través de Steam.

### Modelo empresarial
El equipo de desarrollo de Path of Exile subraya que uno de sus principales objetivos es crear un juego totalmente gratuito financiado exclusivamente con "micropagos éticos". La mayoría de los juegos exigen un pago inicial o periódico, o si no, los micropagos son casi inevitables, ya que otorgan grandes ventajas. La idea es que Path of Exile sólo ofrezca cambios estéticos en su tienda. Los jugadores podrán crear ligas privadas, accesibles sólo a través de invitación, con su propia economía aislada del resto.
Durante la fase de beta cerrada, es decir, hasta el 21 de enero de 2013, Path of Exile obtuvo 2,2 millones de dólares en contribuciones del público.

## Recepción
Path of Exile recibió críticas "generalmente favorables" de acuerdo al sitio Metacritic Los críticos elogiaron las innovaciones en relación con la jugabilidad en comparación a otros RPG de acción como los de la saga Diablo. '